# 斜邊

一個直角三角形和它的斜邊h、直角邊c_{1} 和 c_{2}。

斜邊（希臘語：ὑποτείνουσα），亦稱作弦，是直角三角形中最長的一條邊，位於直角（90°角）對面。斜邊的長度通常使用勾股定理計算。

## 弦一詞來源
|                        | 故折矩，以为句，广三，股修四，径隅五。 |
| ——《周髀算经》卷上之一 |                                        |

即“勾三股四弦五”，是勾股定理的一種特例，其中的弦指直角三角形的斜边。勾股形一詞源於古代中國人測量天文時會豎起一根稱為「表」（圭表）的木竿，以陽光令「表」產生陰影，「表」與日影構成直角三角形兩條直角邊。此後，古代中國人便稱「表」為股，陰影稱為勾，兩者間的斜邊稱為弦，只要測量勾、股長度便能粗略估計太陽高度。

## 斜邊一詞來源
斜邊（hypotenuse）一詞出自古希臘語 ὑποτείνουσα（hypoteinousa），是底部和斜邊的意思。另一個古希臘語的解釋是意思是由斜邊和其底部結合成。

## 計算勾股定理
斜邊長度通常是用平方根計算出來。舉例說，如果x長3米，平方後就等於9平方米，y長4米的話，平方後則等於16平方米，兩數相加後等於25平方米，將25平方米開方便能得出斜邊長5米，數學標示為{\textstyle 5={\sqrt {3^{2}+4^{2}}}}。
有些科學計數機提供笛卡兒坐標系至極坐標系的轉換功能：當給予x 和y的值後，這功能給出斜邊的長度和斜邊與底線（即c1）相交的角。

## 外部連結
- 三角學的應用—簡報
- Ratio.ppt 三角比的關係—簡報[永久]